# Strabo Aemilianus
Strabo Aemilianus (sein Praenomen ist nicht bekannt) war ein im 2. Jahrhundert n. Chr. lebender römischer Politiker.
Durch eine Inschrift ist belegt, dass Aemilianus 156 zusammen mit Aulus Avillius Urinatius Quadratus Suffektkonsul war; die beiden Konsuln traten ihr Amt vermutlich am 1. März des Jahres an.
Strabo wird von Apuleius gelobt.